# Artiemij Fiodorow
Artiemij Fiodorowicz Fiodorow (ros. Артемий Фёдорович Фёдоров, ur. 10 kwietnia?/23 kwietnia 1901 we wsi Czumanowka w guberni tobolskiej, zm. 1965 w Moskwie) – radziecki wojskowy i dyplomata, generał major.

## Życiorys
W 1914 ukończył szkołę rzemieślniczą w Tomsku, od 1918 żołnierz Armii Czerwonej, uczestnik wojny domowej w Rosji (od marca 1918 do marca 1920 żołnierz oddziałów partyzanckich na Froncie Wschodnim), od 1920 członek RKP(b), 1924 ukończył Wyższą Taktyczną Szkołę Piechoty "Wystrieł", 1931-1934 studiował na Wydziale Wschodnim Akademii Wojskowej im. Frunzego. Od października 1924 do marca 1927 był dowódcą, wykładowcą i pomocnikiem szefa syberyjskich kursów kadry dowódczej Armii Czerwonej, od sierpnia 1929 do maja 1931 wykładowca taktyki kursów dowódców piechoty w Irkucku, od stycznia 1934 pracownik Sztabu Generalnego Armii Czerwonej. Sekretarz attaché wojskowego ZSRR w Japonii, od czerwca 1939 do lutego 1941 wykładowca Wydziału Wojskowego Saratowskiego Instytutu Medycznego, później wykładowca Wyższej Specjalnej Szkoły Sztabu Generalnego Armii Czerwonej, 23 października 1943 mianowany generałem majorem, 1947 stał na czele sowieckiej delegacji Komisji Czterostronnej ds. Inspekcji Byłych Kolonii Włoskich. Od 6 listopada 1948 do 10 lipca 1953 ambasador nadzwyczajny i pełnomocny ZSRR w Afganistanie.
Pochowany na Cmentarzu Nowodziewiczym. 

## Odznaczenia
Odznaczony m.in. Medalem 20-lecia Armii Czerwonej. 